# Gara Roșiori Nord
Gara Roșiori Nord este o gară care deservește municipiul Roșiorii de Vede, România.